# Söndrumsbjörnbär
Söndrumsbjörnbär (Rubus soendrumensis) är en rosväxtart som beskrevs av Ryde. Enligt Catalogue of Life ingår Söndrumsbjörnbär i släktet rubusar och familjen rosväxter, men enligt Dyntaxa är tillhörigheten istället släktet rubusar och familjen rosväxter. Arten är reproducerande i Sverige. Inga underarter finns listade i Catalogue of Life.